# Дубінгяй
Дубінгяй — місто у Молетському районі у Литві. Розташоване поруч озера Асвея, найдовшого в країні. На 2003 рік місто мало 260 жителів.

## Історія

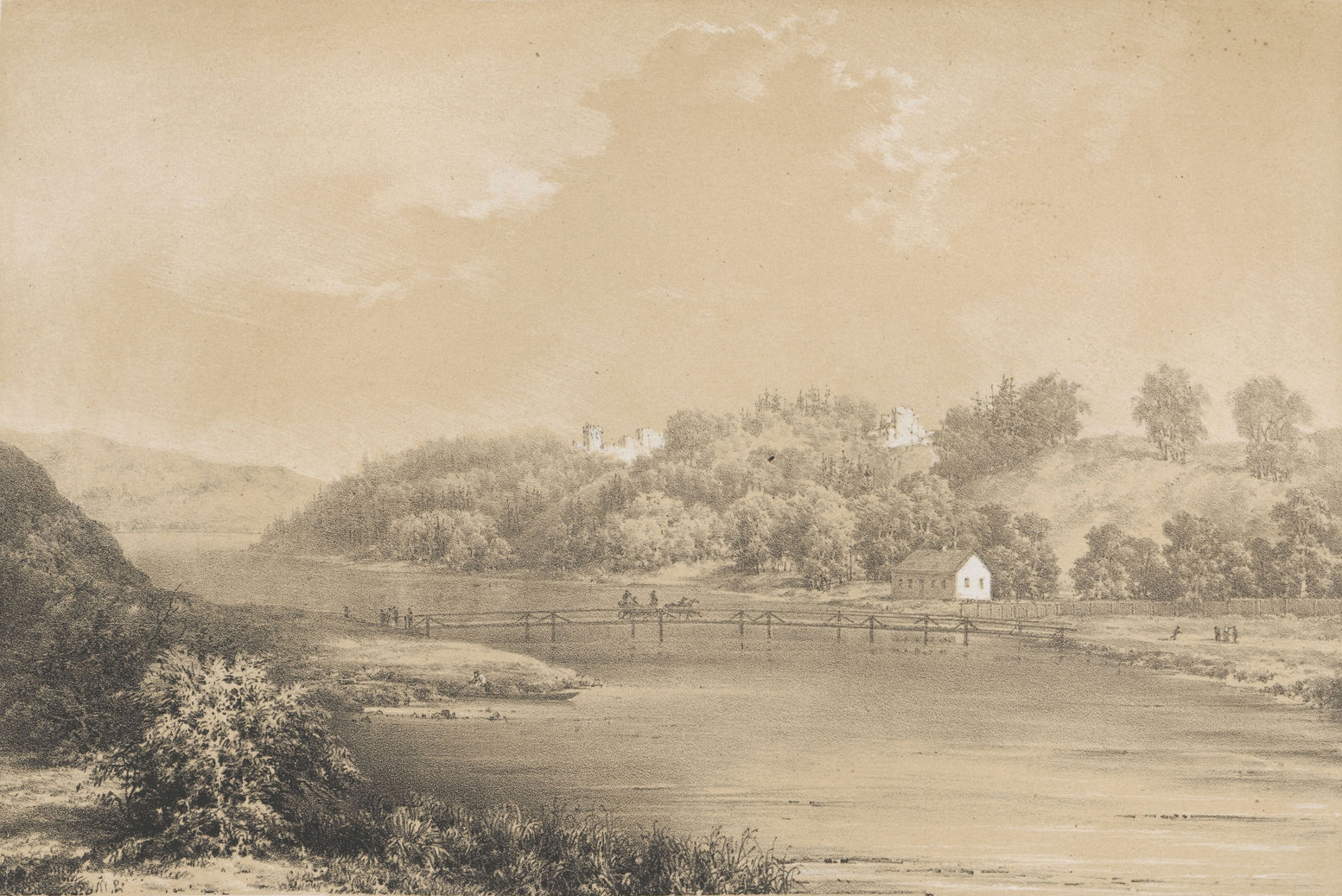
Руїни Дубінгяйського замку

Поселення вперше згадується у 1334 році, коли лицарі-тевтонці зруйнували terra Dubingam під час одного зі своїх походів. Інші походи відбулися у 1373 та 1375 роках. Під час правління князя Великого князівства Литовського Вітовта місто стало важливим центром у цій частині Литви. У 1415 році Вітовт наказав збудувати новий мурований замок.
Пізніше ним керували Радзивілли, які збудували Дубінгяйський замок з каменю, і місто стало одним з центрів реформації у Литві. Багато відомих членів родини Радзивіллів були спалені і поховані поруч з церквою замку. У XVII століття в місті з'явились ткацькі та паперові мануфактури. У XVII–XVIII столітті місто повільно повернулося до католицизму.
23 січня 1944 року підрозділом Армії Крайової було вбито двадцятеро литовців. Злочин був відплатою польського командира за раніше вбивство польських селян у Глітішкесі колабораціоністською литовською поліцією.

## Галерея

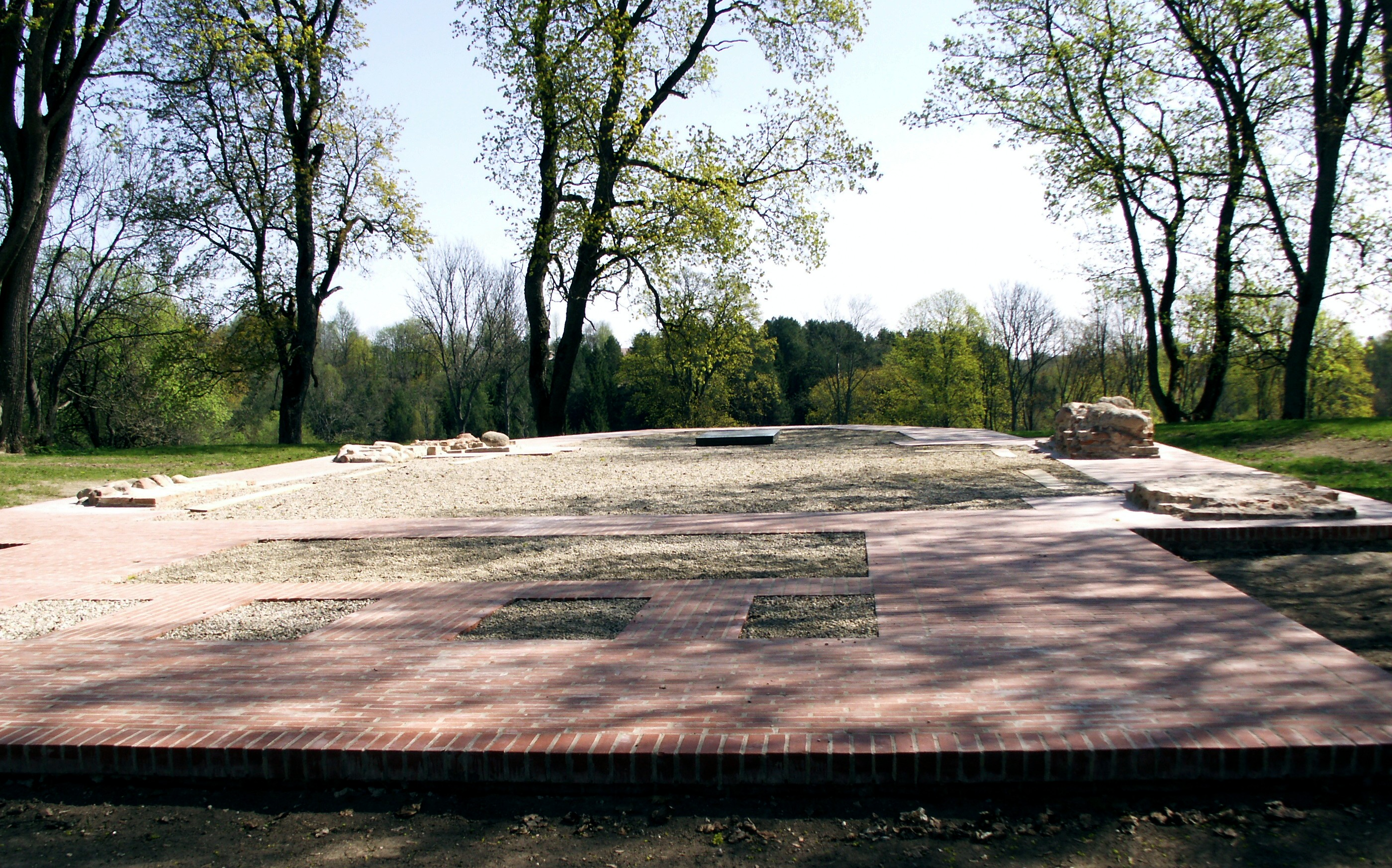
Залишки реформатської церкви
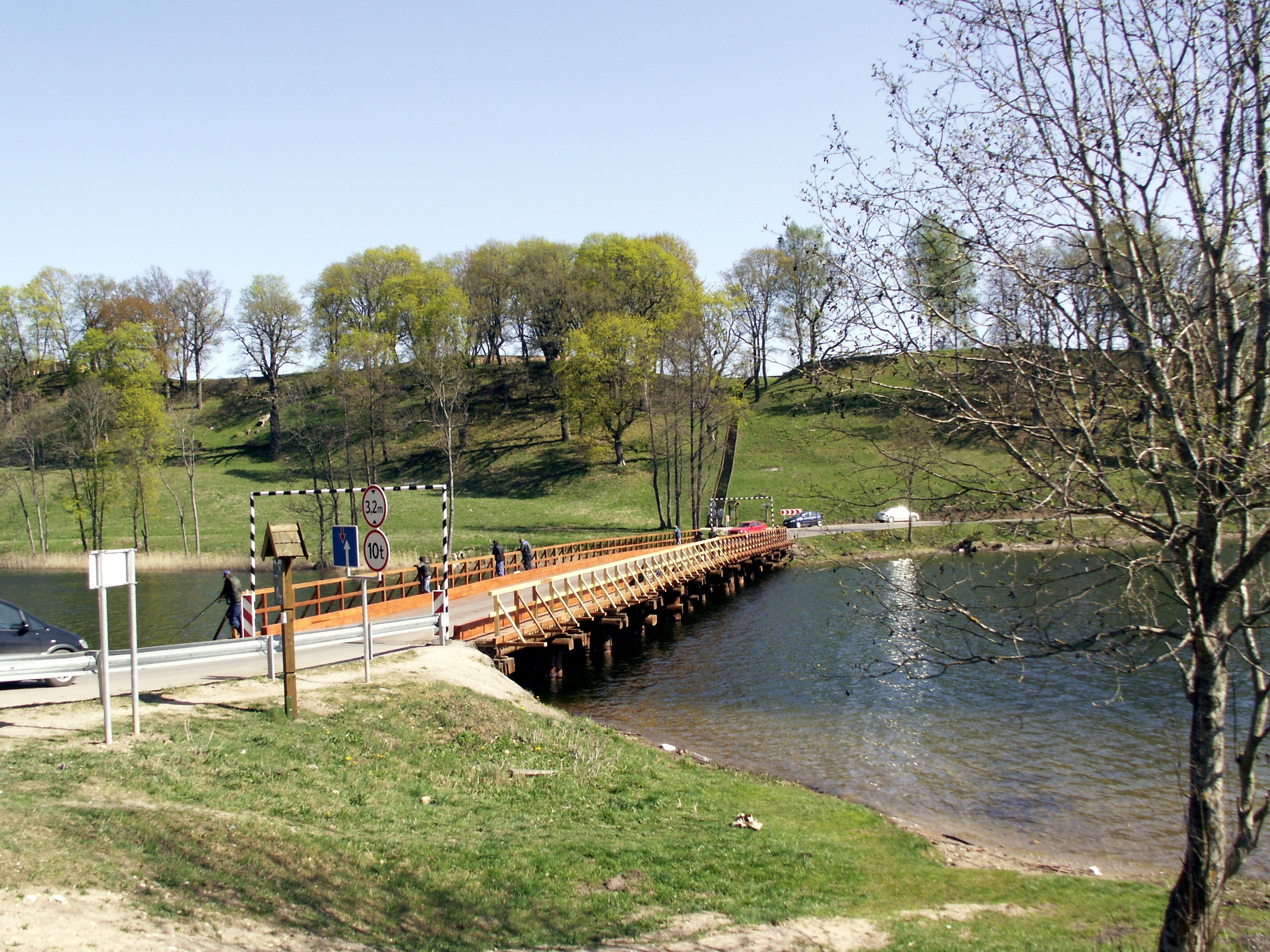
Міст
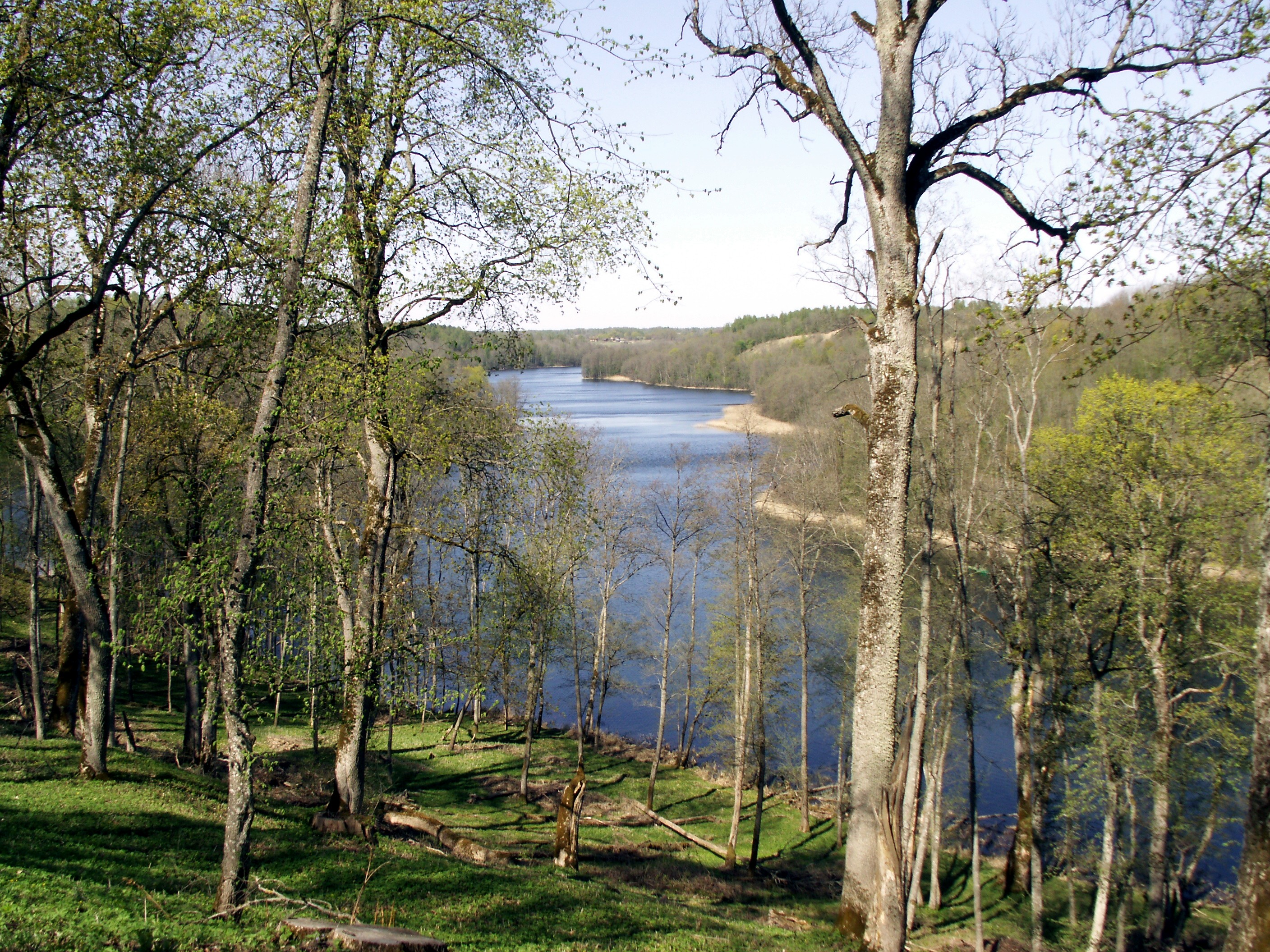
Асвея поблизу Дубінгяя